# Staro-Nikołajewska Synagoga w Chersoniu
Staro-Nikołajewska Synagoga w Chersoniu (ros. Старо-Николаевскaя синагогa в Херсоне) – jedna z pierwszych synagog należąca do społeczności żydowskiej w Chersoniu powstała w 1780 roku. 
Znajdowała się na rogu ulic Suworowskiej i Woroncowa (obecnie Kommunarow). W 1960 roku budynek przeznaczono na chersońskie planetarium. W pobliskim kwartale ograniczonym ulicami Woroncowską i Torgowym Pierieułkiem znajdowało się jeszcze kilka żydowskich synagog.